# Memories Off
『Memories Off』（メモリーズオフ）は、KIDより発売された恋愛アドベンチャーゲーム。
高校生の恋愛をそれぞれの過去の思い出とからめて描く。キャッチコピーは「かけがえのない想い…みつけた」。
『Memories Offシリーズ』の初代作品であり、イベントやドラマCDなどでシリーズ他作品と対比するときは『Memories Off 1st』と呼称される。

## 歴史
- KID
  - 1999年9月30日 - PlayStation（PS）版発売。
  - 2000年4月27日 - ネオジオポケットカラー専用ソフト『Memories Off Pure』発売。主人公の中学時代が描かれた。
  - 2000年6月29日 - ドリームキャスト用ソフト『Memories Off Complete』発売。本編のストーリーはPS版のものが継承されている中に『Pure』の一部が収録され、あわせて本編の内容修正とCG追加が行われている。ハッピーエンドを迎えられない人への配慮として、選択肢にカーソルを合わせた時に女の子の表情を描写で表示する『シナリオナビゲーションシステム』が追加されている[1]。
  - 2000年7月19日 - サクセスからPS用廉価版がSuperLite 1500で発売。
  - 2001年3月8日 - ワンダースワンカラー用ソフト『Memories Off Festa』発売。本作のキャラクターを使用したポンジャンゲームである。
  - 2003年3月27日 - 続編『Memories Off 2nd』とのカップリング版である『Memories Off Duet』がPlayStation 2で発売。
  - 2004年8月5日 - 『Duet』の廉価版がサクセスからSuperLite 2000で発売。
  - 2005年8月12日 - ポータルサイト・goo内でオンデマンドゲームとして提供。
- サイバーフロント
  - 2007年2月2日 - サイバーフロントが破産したKIDから権利を承継する。
  - 2007年7月27日 - Windows版シリーズ作品セット『Memories Off History』発売。
- 5pb.
  - 2007年11月30日、5pb.がサイバーフロントから権利を承継する。
  - 2008年5月29日 - PlayStation Portable版発売。登場人物のその後を描いた「After Story」が収録されている。
  - 2009年12月17日 - PSP廉価版およびPlayStation Store版が発売。また、シリーズ作品をセットにした『メモリーズオフ コンプリートボックス』も発売された。

## 概要
本作はKIDの代表作であり、同社の倒産後もブランドを移して継続するに至る人気シリーズの第1弾である。
企画当初は、PCからの移植ではないKIDオリジナル作品に成功例が少なかったため、社内でも期待されていなかった。しかし開発陣の熱意により、別の開発ラインを2本停止する背水の陣で挑んで発売にこぎつけた。
批判的意見には「前半が長すぎる」「選択肢の意味がわからない」などがあった。特に主人公の性格については、彼を個性ある登場人物の1人として受け入れる層と、自己の分身としての感情移入ができないと拒否反応を起こす層に二分された。その点は他機種への移植に当たって若干手直しがされている。
初期設定から変更された要素はシリーズ内でも多いほうで、当初の仮題は『トラウマ』であり、彩花と唯笑は実の姉妹だった。さらに、夢眠（ゆめみ）というヒロインは存在自体が没になっている。

## ストーリー
主人公三上智也は、澄空高校に通う2年生。父は単身赴任、母はその世話焼きに行っている。幼馴染みの今坂唯笑とは10年以上の付き合いになるが、腐れ縁以上の関係には至っていない。
智也は辛い過去を強く引きずっていた。もう1人の幼馴染みであり、最もかけがえのない存在だった彼女・桧月彩花の事故死である。智也は彼女の死後から立ち直るまでの記憶がない。それほど愛していた彩花の死に、3年経った今でも思い出すと意識が保てないほどだった。
明るく社交的な転入生、音羽かおる。その1ヵ月前に転入した、他人と距離をおく双海詩音。電車で知り合った彩花の従姉妹である伊吹みなも。腰痛でダウンした母に代わり売店で働き始めた霧島小夜美。そして、2人の幼馴染み。中間テストをきっかけに、智也の中で大きくなっていく存在があった。

## 登場人物
Memories Offシリーズの登場人物の項も参照。
三上 智也（みかみ ともや）
声 - 内野一（初期CDドラマ）→緑川光（ラジオドラマ以降）
主人公の少年。同じクラスの稲穂信とは悪友同士で、よくつるんでは悪戯をしでかしている。亡き恋人である彩花のことを今でも引きずっている。
桧月 彩花（ひづき あやか）
声 - 山本麻里安
主人公の幼なじみの一人。智也とは窓を伝って起こしに来るほどの仲であったが、中学3年の時に交通事故で他界している。
今坂 唯笑（いまさか ゆえ）
声 - 那須めぐみ
主人公のもう一人の幼なじみ。天真爛漫、純粋無垢な性格でネコが好き。智也によく騙されている。幼いころから智也を想っていたが、彩花のことを思って身を引いてしまい打ち明けられていない。
音羽 かおる（おとわ かおる）
声 - 田村ゆかり
智也のクラスにやってきた転校生。気さくではあるが詮索されるのを嫌う。
双海 詩音（ふたみ しおん）
声 - 利田優子
とても静かな性格かつ近寄りがたい雰囲気を醸す帰国子女。根っからの本好きのため図書委員をしており、図書室にいることが多い。紅茶についての知識、撞着は並々ならぬものがある。
※担当声優の利田が引退してしまったため、『Memories Off After Rain』以後の作品に声ありでの登場はなかったが、2018年の『メモリーズオフ -Innocent Fille-』から再びキャスティングされている。
伊吹 みなも（いぶき みなも）
声 - 河合久美
美術部に所属する後輩。病弱なため、ちょっとしたことで体調を崩してしまう。智也は知らなかったが、彩花とは従姉妹同士。オチバミ（落ち葉見）という風情ある行為を好む。また、在原業平のような燃える恋に憧れている。
霧島 小夜美（きりしま こよみ）
声 - 浅野るり
腰を痛めた母の代わりに購買部に臨時でやってきた。「バナ納豆パン」や「ドリアンパン」など個性あふれるパンを販売する。(後の作品や二次創作物では、パンを製作販売しているイメージが出来てしまっているが、実際は販売のみである)
釣り銭を間違えることが多い。千羽谷大学・経済学部に通っている。澄空学園のOGである。
稲穂 信（いなほ しん）
声 - 間島淳司
智也の親友兼悪友。唯笑・かおるのクラスメート。唯笑に好意を抱いている節を見せる一方で、彼女と智也と結びつけようともしている。ラムネと称したチョークを細かく千切りにしたものや、カキ氷にコオロギのトッピングをした「カキコオロギ」なる物を世に生み出している。
※なお、声を担当した間島は本作で声優デビューとなった。

## スタッフ
- シナリオ - 打越鋼太郎、佐々木智宏、安部理一郎、日暮茶坊、TAS（柴田太郎）、高瀬伸
- キャラクターデザイン - ささきむつみ
- 作画監督 - 高井宏暢、松尾ゆきひろ（Pureのみ）
- 絵コンテ - 松尾ゆきひろ、末松利勝
- 音楽 - 阿保剛

## 主題歌
OP「勇気の翼」（『Duet』以降）
作詞・作曲・編曲 - 志倉千代丸 / 歌 - 山本麻里安
ED「This may be the last time we can meet」
作詞 - あきづきかおる / 作曲 - 加藤英彦 / 編曲 - Sunflower / 歌 - 山本麻里安
Pure ED「やさしい星座」（『Duet』以降）
作詞・作曲 - 志倉千代丸 / 編曲 - 磯江俊道 / 歌 - KAORI
PSP版OP「永遠のメモリーズ」
作曲・編曲 - Tatsh / 歌・作詞 - 彩音

## OVA

### スタッフ
- 監督 - よこた和（1巻）、岡崎ゆきお（2・3巻）
- 脚本 - 渡辺陽
- キャラクター原案 - ささきむつみ
- キャラクターデザイン - 中井準
- 絵コンテ - よこた和（1・3巻）、渡辺純央（2巻）、前島健一（2巻）
- 演出 - よこた和（1巻）、岡崎ゆきお（2・3巻）
- 総作画監督 - 中井準（1・3巻）
- 作画監督 - 渡辺純子（1巻）、江角涼子（2巻）、斉藤浩信（3巻）
- 美術監督 - 中原英統
- 色彩設計 - 坂野加奈
- 編集 - 田熊純
- 音響監督 - 千葉繁
- プロデューサー - 木谷奈津子、関口賢
- アニメーション制作 - イージー・フイルム

主題歌
オープニングテーマ「勇気の翼」
作詞・作曲・編曲 - 志倉千代丸 / 歌 - 山本麻里安
エンディングテーマ「やさしい星座」
作詞・作曲 - 志倉千代丸 / 編曲 - 磯江俊道 / 歌 - KAORI

### 各話リスト
| 話数  | タイトル                             | 発売日         | 備考                                   |
| ----- | ------------------------------------ | -------------- | -------------------------------------- |
| 第1話 | Memories Off 終わらない雨 〜唯笑編〜 | 2001年11月21日 | サイトロン・デジタルコンテンツより発売 |
| 第2話 | Memories Off 仮面の心 〜詩音編〜     |                | サイトロン・デジタルコンテンツより発売 |
| 第3話 | Memories Off 黄金の海 〜みなも編〜   | 2002年3月6日   | サイトロン・デジタルコンテンツより発売 |

## 関連商品

### ドラマCD
サイトロン・デジタルコンテンツより発売。
- Memories Off（1999年12月18日、SCDC-00002）

「サイトロンディスク・ガールズコレクション」第1弾。イメージソング2曲、ヒロインのテーマBGM、ドラマ3篇を収録。
- Memories Off ドラマCD（2000年5月24日、SCDC-00016）

『子安・氷上のゲムドラナイト』で放送されたドラマに、未公開分を加えて収録。
Memories Off Bridge（2001年10月11日、SCDC-00131）

#### 留守電メモリーズ
- 留守電メモリーズ 双海詩音編（2001年10月10日）
- 留守電メモリーズ 今坂唯笑編（2001年11月16日）
- 留守電メモリーズ 音羽かおる編（2001年12月24日）
- 留守電メモリーズ 伊吹みなも編（2002年3月30日）
- 留守電メモリーズ 霧島小夜美編（2002年5月31日）

### キャラクターソングCD
メモリーズオフ・マキシシングル・コレクション
- Vol.1 近くて遠い / 桧月彩花（2000年12月6日、SCDC-00051）
- Vol.2 雨の日の想い / 双海詩音（2001年1月11日、SCDC-00059）
- Vol.3 まぶしさ / 音羽かおる（2001年3月7日、SCDC-00063）
- Vol.4 Thank you Boy〜夏の横顔 / 霧島小夜美（2001年3月7日、SCDC-00070）
- Vol.5 雨はいつあがる？ / 今坂唯笑（2001年4月11日、SCDC-00075）
- Vol.6 星になるために / 伊吹みなも（with Collection Box）- 2001年5月9日、SCDC-00080
- Memories Off Complete Box（2001年7月4日）

5000個限定。「マキシシングル・コレクション」の内容を再編成し、BGM全曲を初収録、さらに出演声優の座談会も加えた6枚組CDセット。

### 音楽CD
- OVA Memories Off Sound Collection+α!!（2002年3月20日）

### 書籍
- 日暮茶坊作、エンターブレインより発売。
  - メモリーズオフ〜想い出の雫〜 ISBN 4-7577-0048-2
  - メモリーズオフ〜アニヴァーサリー〜 ISBN 4-7577-0369-4
- 金巻ともこ作、JIVEより発売。
  - メモリーズオフ Jive character novels 双海詩音編 ISBN 4-86176-092-5
- 漫画
  - メモリーズオフ ビジュアル・コミック・アンソロジー ISBN 4-7577-0143-8

## 関連作品

### ゲーム
- KID MIXセクション - KID作品のヒロインが登場するポンジャンゲーム。『Memories Off』からは桧月彩花と双海詩音が参加している。